# Флаг сельского поселения Петровское (Ярославская область)
Флаг сельского поселения Петро́вское Ростовского муниципального района Ярославской области Российской Федерации.
Флаг, утверждённый 26 сентября 2006 года, является официальным символом сельского поселения Петровское и внесён в Государственный геральдический регистр Российской Федерации с присвоением регистрационного номера 2546.

## Описание флага
«Флаг сельского поселения Петровское представляет собой прямоугольное полотнище с отношением ширины к длине 2:3, разделённое по вертикали на две равные полосы — белую и зелёную и несущий посередине фигуры герба: чёрного, выходящего из-за зелёной полосы, медведя с золотой секирой; конец секиры положен поверх зелёной части».

## Обоснование символики
Флаг сельского поселения Петровского разработан с учётом герба, за основу которого взят исторический герб города Петровска Ярославского наместничества, Высочайше утверждённый 31 августа (11 сентября) 1778 года. Подлинное описание исторического герба гласит: Щит разрезан на два: из зелёного поля выходящий медведь в серебряное поле, доказывая, что сей город принадлежит к Ярославскому Наместнечеству.
Использование исторического герба современным сельским поселением с центром в Петровске подчёркивает историческую преемственность традиций многих поколений людей живших на этой земле.
Жёлтый цвет (золото) — символ богатства, урожая, стабильности, уважения и интеллекта.
Белый цвет (серебро) — символ чистоты, совершенства, мира и взаимопонимания.
Зелёный цвет — символ природы, здоровья, жизненного роста.
Чёрный цвет — символ скромности, мудрости, вечности бытия.